# Johann Gottfried Blümner
Johann Gottfried Blümner (* 1724 in Emseloh; † 16. November 1798 in Leipzig) war ein kurfürstlich-sächsischer Kommissionsrat und Kreisamtmann zu Leipzig sowie Rittergutsbesitzer.

## Leben
Er war der Sohn des 1723 in Emseloh im kursächsischen Amt Sangerhausen tätigen evangelischen Pfarrers Adam Blümner und schlug im Gegensatz zum Vater eine weltliche Verwaltungslaufbahn ein. Ab 1764 war Blümner als Leipziger Kreisamtmann tätig.
Im Jahre 1777 ersteigerte er das verschuldete Rittergut Neu-Pouch im kursächsischen Kurkreis im Amt Bitterfeld, das zuvor Johann Christian Freiherrn von Ochsenstein gehört hatte. Im gleichen Jahr erwarb er ferner die beiden im Amt Borna gelegenen Rittergüter Frohburg und Kleineschefeld. Frohburg hatte bis zu seinem Konkurs Georg Ludwig von Hardenberg (1720–1786) gehört.
Am 9. Oktober 1783 verkaufte er das Rittergut Neu-Pouch weiter an Carl Gottlob von Nostitz.
1789 kaufte die Akademie der Bildenden Künste in Leipzig Werke von Johann Gottfried Blümner an.
Kurz vor seinem Tod verkaufte Johann Gottfried Blümner im Jahre 1796 das im kursächsischen Amt Pegau gelegene Rittergut Löbnitz an die Familie von Levetzow, aus der u. a. Ulrike von Levetzow, die spätere Freundin Goethes, stammte.
Sein Sohn Ernst Blümner wurde am 26. Januar 1779 in Leipzig geboren. Ab 1795 studierte er Jura an der Universität Leipzig und danach in Göttingen. Er wurde sächsischer Legationsrat und Besitzer des väterlichen Rittergutes Frohburg. Der Sohn Heinrich Blümner (1765–1839) war Ratsherr in Leipzig und ebenfalls Rittergutsbesitzer. Nach dem Tode von Johann Gottfried Blümer erbte er das väterliche Rittergut Großzschocher mit zugehörigem Dorf Windorf, das dieser 1796 käuflich erworben hatte. Die Tochter Caroline († 1853) heiratete den Leipziger Kaufmann Johann Rudolph Ferdinand Gruner.
Das Blümnersche Wappen mit der Jahreszahl 1797 befindet sich heute in einem der Glasfenster in der Apostelkirche in Leipzig-Großzschocher.